# Kosta Sariyannis
Kosta Sariyannis est un karatéka allemand connu pour avoir remporté le titre de champion d'Europe en kumite individuel masculin moins de 75 kilos aux championnats d'Europe de karaté 1993 ainsi que celui de vice-champion du monde dans la même catégorie aux championnats du monde de karaté 1994.

## Résultats
| Résultat           | Date          | Épreuve                   | Catégorie | Compétition                | Ville hôte                    |
| ------------------ | ------------- | ------------------------- | --------- | -------------------------- | ----------------------------- |
| Médaille de bronze | Juillet 1989  | Kumite individuel - 75 kg | Seniors   | Jeux mondiaux 1989         | Karlsruhe, en Allemagne       |
| Médaille d'or      | 1993          | Kumite individuel - 75 kg | Seniors   | Championnats d'Europe 1993 | Prague, en République tchèque |
| Médaille d'argent  | Décembre 1994 | Kumite individuel - 75 kg | Seniors   | Championnats du monde 1994 | Kota Kinabalu, en Malaisie    |
| Médaille de bronze | Mai 1996      | Kumite individuel - 75 kg | Seniors   | Championnats d'Europe 1996 | Paris, en France              |